# Fræna
Fræna is een voormalige gemeente in de Noorse provincie Møre og Romsdal. De gemeente, met 9741 inwoners (januari 2017), ligt ten noorden van de stad Molde en grenst verder aan de gemeenten Eide, Aukra en Gjemnes. De huidige gemeente Fræna ontstond in de jaren 60 als gevolg van een fusie van het oude Fræna met Bud en Hustad. Het bestuur van de gemeente was gevestigd in Elnesvågen. In 2020 fuseerde Fræna met Eide tot de nieuwe gemeente Hustadvika.

## Plaatsen in de gemeente
- Åndal
- Aureosen
- Bjørnsund
- Bud
- Elnesvågen
- Farstad
- Harøysundet
- Hauglia
- Hustad
- Malme
- Malmefjorden
- Nerland
- Nørdre Bjørnsund
- Tornes
- Vikan